# Macropiper
Macropiper es un género con 16 especies de plantas de flores perteneciente a la familia Piperaceae. Nativo de las islas del Pacífico sur.
Tiene las inflorescencias axilares, reunidas en umbelas.

## Especies seleccionadas
- Macropiper excelsum
- Macropiper guahamense
- Macropiper hooglandii
- Macropiper kandavuense
- Macropiper latifolium
- Macropiper latum
- Macropiper melanostachyum
- Macropiper melchior
- Macropiper methysticum
- Macropiper oxycarpum
- Macropiper potamogetonifolium
- Macropiper psittacorum
- Macropiper puberulum
- Macropiper reinwardtianum
- Macropiper timothianum
- Macropiper vitiense